# Scharfe Tellerschnecke
Die Scharfe Tellerschnecke, auch Spiralförmige Tellerschnecke (Anisus vortex) ist eine Wasserlungenschnecke (Basommatophora) aus der Familie der Tellerschnecken (Planorbidae). 

## Merkmale
Das Gehäuse ist nur 0,8 bis 1,1 mm hoch und misst bis 9 mm im Durchmesser. Es hat bis zu 7 Umgänge. Die Oberseite ist fast flach, die Unterseite etwas eingesenkt. Auf der Oberseite sind die Umgänge flach und nur durch eine gering ausgeprägte Naht voneinander getrennt. Auf der Unterseite sind die Umgänge dagegen stärker gewölbt und durch eine deutliche Naht voneinander abgesetzt. Auf dem letzten Umgang ist ein hochsitzender Kiel ausgebildet. Die Tiere haben einen ausgesprochen kurzen, gerundeten Fuß und recht lange dünne Fühler.

## Fortpflanzung
Im Frühjahr werden mehrere Laichkapseln mit 2 bis 12, evtl. auch bis 20 Eiern abgesetzt. Die Entwicklung ist stark temperaturabhängig und dauert bei 18° etwa 11 Tage. Danach schlüpfen die fertigen Jungtiere.

## Vorkommen, Lebensweise und Verbreitung
Die Scharfe Tellerschnecke lebt in langsam fließenden oder stehenden Gewässern auf Pflanzen. Sie ernährt sich von verfaulenden Blättern der Wasserpflanzen und Algen. Sie raspelt Stücke von der Oberfläche ab. Sie kommt von Westeuropa bis nach Sibirien vor. Sie fehlt aber fast vollständig in Skandinavien; nur in Südschweden gibt es kleine Vorkommen. Sie gehört zu den Wasserschnecken, die in sauerstoffreichen Gewässern "Wasser atmen" (die Lunge ist wassergefüllt), daher nicht zur Oberfläche kommen und somit oft lange nicht entdeckt werden (s. Planorbis).

## Ähnliche Arten
Die Zierliche Tellerschnecke (Anisus vorticulus) ist etwas kleiner und besitzt einen stumpferen Kiel.

## Systematik
Die Scharfe Tellerschnecke wird auch zusammen mit der Zierlichen Tellerschnecke in die Untergattung Anisus (Disculifer) C. R. Boettger, 1944 gestellt.

## Gefährdung
Die Art ist in Österreich und der Schweiz als gefährdet eingestuft.